# Guelaat Bou Sbaa
Guelaat Bou Sbaa là một đô thị thuộc tỉnh Guelma, Algérie. Dân số thời điểm năm 2002 là 4.874 người.